# Mount Waddington
De Mount Waddington is met 4019 m de hoogste berg van de bergketen Coast Mountains in British Columbia, Canada.
De Mount Waddington was vroeger bekend als "Mystery Mountain". Hoewel Mount Fairweather en Mount Quincy Adams, die op de grens van Canada en de Verenigde Staten liggen hoger zijn, is de Mount Waddington de hoogste top die volledig in British Columbia ligt. De bergketen waarin de berg en de omliggende bergen liggen, staat bekend als de Waddington Range. Dit is gelegen in het hart van de bergketens van de Pacific Ranges: een aantal afgelegen en ontoegankelijke bergen en rivierdalen.
Ondanks de extreme arctische omstandigheden ligt de berg niet zo noordelijk. Expedities op de Mount Waddington en de omliggende bergen behoren tot de moeilijkste die in Noord-Amerika worden gehouden, maar het berglandschap behoort ook tot het meest spectaculaire in Amerika.
Slechts enkele kilometers van de top van de Mount Waddington, aan de overkant van de 3000 m diepe ravijnen (in vergelijking dieper dan de Grand Canyon) van de rivieren Homathko en Klinaklini, zijn bijna net zo hoge bergen die nog meer besneeuwd zijn. De Waddington Range heeft door zijn vergelijkbare reliëf (spitse witte bergtoppen) dan ook de bijnaam American Himalaya (de Amerikaanse Himalaya) gekregen.
Mount Waddington is de naamgever van het Mount Waddington Regional District, afgebakend vanaf de zeewaartse helling van de Waddington Range en de aangrenzende kustlijn en delen van Noord-Vancouver Island, grenzend aan Queen Charlotte Strait.